# وست بدلینگتون
latitudeوست بدلینگتونlongitudeوست بدلینگتون
وست بدلینگتون (به انگلیسی: Bedlington) یک شهرک در بریتانیا است که در انگلستان واقع شده‌است.

## خصوصیات
وست بدلینگتون ۱۵٬۴۰۰ نفر جمعیت دارد.